# Filopemen
Filopemen (en llatí: Philopoemen, en grec antic: Φιλοποίμην) (circa 252 aC - 183 aC) fill de Craugis, va ser un dirigent de la Lliga Aquea, nadiu de Megalòpolis.
Era un brau soldat i un gran general que va portar al cim la Lliga Aquea. Va néixer en el si d'una de les famílies més nobles d'Arcàdia. Es va educar a Megalòpolis amb Cleandre, un il·lustre ciutadà de Mantinea exiliat a la ciutat. Es va destacar molt jove com a militar i va participar en incursions a Lacònia.
Destaca per primer cop el 222 aC amb 30 anys, quan Cleòmenes III, rei d'Esparta, va ocupar Megalòpolis per sorpresa una nit i la va destruir; els ciutadans van fugir cap a Messene però Filopemen i alguns altres es van quedar a resistir per afavorir l'èxode sense perill. El rei Antígon III Dosó de Macedònia va arribar al Peloponès en ajut dels aqueus i Filopemen s'hi va unir amb un miler de soldats i va combatre a la famosa batalla de Sel·làsia on Cleòmenes va ser derrotat decisivament i Filopemen es va destacar personalment.
Establerta la pau a Grècia va rebutjar un comandament que li oferia el rei macedoni i se'n va anar a Creta a lluitar a la guerra entre Cnossos (que tenia el suport de la Lliga Etòlia) i Littos, al bàndol d'aquesta darrera, per a la que va aconseguir la supremacia.
Va retornar a Arcàdia el 210 aC i va ser nomenat comandant de la cavalleria de la Lliga Aquea, que amb algunes reformes va convertir en un cos efectiu. Al capdavant de la cavalleria, Filopemen va acompanyar a Filip V de Macedònia a l'expedició contra Elis el 209 aC i en una batalla va matar de pròpia mà al comandant d'Elis, Demofant.
L'any 208 aC va ser escollit estrateg. Les seves reformes militars es van començar a notar i els soldats confiaven en ell. Va esclatar la guerra contra el tirà Macànides d'Esparta. Macànides va entrar a Arcàdia esperant poder-la assolar sense oposició però en arribar a Tegea es va assabentar que l'exèrcit aqueu era a Mantinea; hi va anar i es va lliurar batalla on els aqueus van obtenir la victòria. Macànides va morir, altra vegada suposadament, per la pròpia mà de Filopemen. Per segona vegada va ser elegit estrateg de la Lliga i honorat en diverses formes.
Aquesta batalla va portar la pau i durant uns anys no és esmentat. Mentre Nabis d'Esparta va anar consolidant el seu poder i el 202 aC va ocupar Messene, que era aliada de la Lliga Aquea. Filopemen va voler convèncer el general Lísip d'Esparta d'ajudar els messenis, però no ho va aconseguir i va reunir tropes privades amb les que va marxar contra Nabis; aquest va evacuar Messene. Poc després Filopemen va ser escollit altre cop estrateg de la Lliga (201 aC). Va destruir un cos de mercenaris de Nabis prop de la frontera de Lacònia, a Escotites (Scotitas).
El 200 aC era estrateg Cicliades considerat simpatitzant de Filip V de Macedònia i Filopemen se'n va anar a Creta on va prendre el comandament de les forces de Gortina. En absència de Filopemen, Nabis va renovar els seus atacs a Megalòpolis, i la va assetjar. Els habitants van patir força fam. Filopemen va retornar el 194 aC quan els megalopolitans s'havien girat contra ell per haver-los abandonat; una moció que el privava de la ciutadania va estar a punt d'aprovar-se si no hagués estat pel general (estrateg) Aistè; a altres llocs dependents de la Lliga Aquea en canvi va ser molt ben rebut, i el van escollir estrateg el 192 aC.
Durant els darrers anys Filip V de Macedònia i Nabis havien estat derrotats pels romans però Grècia encara era independent. Al sortir Flaminí del país, la Lliga Etòlia es va aliar a Nabis d'Esparta per reprendre la guerra. Nabis va atacar Gítion i altres ciutats de Lacònia i va fer atacs a ciutats de la Lliga Aquea. La LLiga va enviar una ambaixada a Roma, però l'amenaça sobre Gítion era molt immediata i no es va poder esperar resposta: Filopemen va sortir cap a la zona per fer aixecar el setge. El seu intent va fallar per la ineficàcia de la flota, i els espartans van prendre la ciutat per assalt, mentre Filopemen es dirigia a Esparta per fer un atac de diversió. Bloquejat en un pas, se'n va sortir en una hàbil maniobra i va derrotar les forces del tirà de les que en va matar tres quartes parts. Va tornar llavors al seu país cobert de glòria. Una mica després Nabis va morir a mans dels etolis; Filopemen va anar a Esparta i va imposar que el regne ingressés a la Lliga Aquea.
Ara la influència romana era aclaparadora i Filopemen es va dedicar a conservar com fos les restes de la independència dels grecs. En la guerra entre Roma i Antíoc III el Gran va aconsellar que es mantinguessin neutrals, mentre el general Diòfanes donava suport al rei selèucida (191 aC). Altre cop va entrar a Esparta on s'havien produït disturbis i va aconseguir calmar la situació de manera que no va caler la intervenció militar de Diòfanes.
L'any 189 aC va ser escollit altra vegada estrateg, i va introduir alguns canvis importants en la constitució, traslladant la capital d'Ègion (Aegium) a les diverses ciutats de forma rotatòria. Altre cop van esclatar disturbis a Esparta on els enemics de la Lliga i exiliats (expulsats pels darrers tirans) s'oposaven al govern del partit favorable a la Lliga, i finalment van aconseguir el poder; trenta partidaris de la Lliga Aquea van morir executats. Filopemen els va declarar la guerra; les dues parts van presentar els seus motius al cònsol romà Fulvi Nobilior que era a Elis, i el romà va recomanar enviar una ambaixada a Roma i no fer la guerra mentrestant, fins a la decisió del senat romà. El senat va donar una resposta ambigua que els aqueus van interpretar com un aval als seus propòsits de seguir la guerra; Filopemen va ser reelegit el 188 aC i va atacar Esparta que no va poder resistir. Filopemen va tractar la ciutat d'una manera que ennegreix la seva trajectòria: vuitanta dirigents locals van ser executats, va expulsar a nombrosos habitants que havien rebut la ciutadania dels tirans, va abolir les institucions de Licurg i va imposar les lleis aquees; els exiliats van poder tornar i els expulsats que no havien marxat el dia assenyalat (uns tres mil) van ser venuts com esclaus i el producte de la venda invertit en construccions a Megalòpolis. Això va donar un motiu d'intervenció als romans. Filopemen va enviar a Nicodem a Roma per justificar la seva conducta però el senat va expressar la seva insatisfacció. Quint Cecili Metel va anar a Grècia el 185 aC i encara va censurar amb més força a Filopemen.
El 183 aC Filopemen va tornar a ser elegit estrateg (per vuitena vegada, la setena podria haver estat el 187 aC, però no consta expressament). Tenia 70 anys. Era a Argos, perquè estava malalt, quan es va assabentar que Dinòcrates, enemic personal seu i que tenia el suport de Flaminí, havia induït a Messene a sortir de la Lliga Aquea. Es va aixecar del llit i va anar a Megalòpolis, on va reunir un cos de cavalleria amb el que va anar cap a Messene i va atacar a Dinòcrates al que va derrotar i va posar en fuita, però finalment els reforços messenis el van rebutjar, i en la retirada va caure del cavall i els messenis el van fer presoner. Dinòcrates el va presentar a l'assemblea del poble a Messene i després el va fer tancar a presó i a la segona nit va enviar uns sicaris que li van donar verí que Filopemen va beure amb calma després de preguntar si la resta de la cavalleria sota Licortes havia arribat a Megalòpolis amb seguretat.
A l'assemblea que va seguir a Megalòpolis, Licortes va ser escollit general i a l'any següent va envair Messènia, que va devastar i va obligar a Dinòcrates i altres dirigents del seu bàndol, a suïcidar-se.
Van portar el seu cos a Megalòpolis, on el van cremar. L'historiador Polibi va portar l'urna amb les seves cendres. Moltes ciutats li van erigir estàtues.